# لوک یانگ

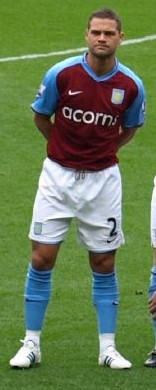
لوک یانگ

لوک یانگ (به انگلیسی: Luke Young) بازیکن فوتبال زادهٔ ۱۹ ژوئیه ۱۹۷۹ اهل کشور انگلستان است که سابقهٔ بازی در تیم ملی فوتبال انگلستان را در کارنامهٔ خود دارد. وی در تاریخ ۲۸ مه ۲۰۰۵ نخستین بازی ملی خود را در مقابل تیم ملی فوتبال ایالات متحده آمریکا انجام داد و با حضور در ۷ بازی ملی، در تاریخ ۱۲ نوامبر ۲۰۰۵ واپسین بازی ملی‌اش را در برابر تیم ملی فوتبال آرژانتین برگزار کرد.
این بازیکن توانسته در بازی‌های ملی، ۰ گل به ثمر برساند.